# 李璮
李璮（?—1262年8月6日），潍州人，蒙元时期军阀，为元朝的汉地世侯之一。小字松寿，父全为金元之际红袄军首领。一云璮本衢州徐氏子，父嘗為揚州司理參軍，全蓋養之為子云。元世祖中统二年末起兵反元，次年兵败被杀。

## 生平

### 父亲创业
李璮之父李全本为潍州北海农家子，弓马矫健，善使一铁枪，因此被称为“李铁枪”。金章宗泰和、大安時代，益都（今青州）人杨安儿起事，蒙古军攻至山东，李全之母及长兄皆死，遂与次兄李福聚千余人附杨安儿。
蒙古军退去后，金朝势力复至。金迁完颜霆为山东行省、黄掴为经历官，率花帽军讨伐红袄军，杨安儿战死，其侄杨友称“九大王”，但杨友不懂军务，大权遂为杨安儿之妹四娘子（杨妙真）掌握。四娘子不久在磨旗山嫁与李全。李全成为红袄军新首领。
李全虽然后来降宋，但亦阴附蒙古，以取其利。而宋廷对北方义军并不信任，始终采取扼制和分化的手段，因此使得积极扩张个人势力的李全极为不满。双方不断发生摩擦，宋宝庆二年（1226年），李全与蒙古军交战，不胜，降。蒙古以李全为为山东淮南、楚州行省。与此同时，楚州军发生内讧，宋军趁机攻入楚州（今江苏淮安），尽杀李全余部。李全闻迅后，向蒙古统帅孛鲁（木华黎之子）告归，率军南下。
李全欲先取通、泰二州，然后渡江直取临安。占领泰州后，进取通州、扬州，但在湾头为宋军所阻，双方僵持。李全初时小胜，但自宋绍定四年（1231年），屡为宋军所败，宋朝也削去了李全所官职。宋将赵范、赵葵用计诓李全出营帐，堵塞退路，李全被迫逃走，北至新塘，陷入数尺深的泥淖。宋制勇军赵必胜等追及，用乱枪刺死。

### 雄踞山东
李全死后，其余部全部北退。李璮承袭父职，但李全原在两淮地区的地盘皆落入宋、金手中，李璮势力仅限于益都一地。但李璮通过联姻，娶斡赤斤后王塔察儿的妹妹为妻，与黄金家族中“东诸侯”之长缔结起“肱脾相依”的关系。同时利用益都特在宋蒙之间特殊位置，“恫疑虚喝，挟敌国以要朝廷，而自为完缮益兵计”。十余年间，李璮扩大至山东中东部，南则与宋隔淮河相峙。

### 反蒙之败
1260年，忽必烈继汗位后，全力进行与阿里不哥的战争。为稳定对南宋的防御，加封益都行省李璮为江淮大都督，节制驻边的蒙古、汉军。之後忽必烈對阿里不哥發動北征，李璮借口防御南宋，拒不出兵。并且谎报宋朝敌情，借以获得赏银和兵器，逐步扩充实力。与岳父、中书平章政事王文统暗通信息，计划发动叛乱。
1262年正月，在京师为人质的李璮之子李彦简逃归。1262年2月22日，乘忽必烈与阿里不哥作战之机，李璮起兵反蒙，杀蒙古驻兵，以东海（今江苏连云港）、海州（今连云港西）、涟水（今江苏涟水）三城献于南宋，献出山东郡县以赎其父李全叛宋之过。宋理宗授李璮为保信、宁武军节度使，督视京东、河北路军马、齐郡王，又恢复其父李全官爵。李璮还军益都（今山东青州市），入城后以府库财犒赏将士。骑兵攻掠蒲台（今山东利津西南），占据济南。
忽必烈得知后，命水军万户解诚、张荣实，大名万户王文斡、万户严忠范会师东平；济南万户张宏、归德万户邸浃、武卫军砲手元帅薛军胜等会师滨州、棣州，诏济南路军民万户张宏、滨棣路安抚使韩世安修城池，尽发管内民户为兵，做好应战准备。二月十八日，忽必烈急召命宗王哈必赤总督诸道兵征李璮，行万户史枢、北京宣抚撒吉思、行军总管张弘范等将从征。三月十七日，李璮率军出掠辎重，被史枢、韩世安、阿术等于高苑老僧口击败，死四千余人，李璮率军退守济南。
四月，忽必烈又命右丞相史天泽专征。哈必赤率领十七路兵树栅凿堑，李璮乘夜率军突围，蒙古将怀都率军反击，斩杀百余人，俘虏二百余人，夺兵仗数百，李璮退入济南城内死守。南宋知淮安州兼京东招抚使夏贵攻打宿州（今安徽省宿州市）、滕州（今山东滕州市）、徐州（今江苏徐州市）、邳州（今江苏邳州市南）等七州和蕲城（今安徽宿州南）等四县。
五月初五，史天泽至济南，哈必赤及真定路行军千户奥敦希尹建策，筑外城围困，深沟高垒，待其粮绝。史天泽与哈必赤定议，诸军离城数里开河筑环城，共三河三城围困济南，进行长期围困。忽必烈派撒吉思安抚益都百姓，各务农功。六月，李璮同党太原总管李毅奴哥、达鲁花赤戴曲薛等想要起兵响应，事泄被杀。南宋知李璮被围，派军赴援，进至山东不敢前进，于是引军南归。七月十三日，李璮军向城西突围，陷于張弘範所挖深壕中，为伏兵杀死。再派军从城西南大涧突围，又被史枢所部击败，死伤不可胜计。
济南被围四月，城中粮尽。为定军心，取城中子女赏将士，分军就食民家，不足则以人为食。军心涣散，众叛亲离，李璮爱将田都帅也缒城出降。七月二十日，蒙古军攻克济南城，李璮见城破，手刃妻室，乘舟入大明湖，投水不死，为蒙古军所俘，被史天泽斩于军前。次日，史天泽引军东行，没有到达益都，城中人已开门迎降。李璮起兵失败，山东复为蒙古占有。忽必烈在平定李璮后，派军攻宋，相继夺回被宋侵占的七州四县。

## 延伸阅读
[在维基数据编辑]
 《元史·卷206》，出自宋濂《元史》
 《新元史/卷222》，出自柯劭忞《新元史》

## 外部連結
- 《中国通史》第七卷·（二）李璮之乱的平定与元朝的建号、建都 （页面存档备份，存于）